# Allan Octavian Hume
Pour les articles homonymes, voir Hume.
Allan Octavian Hume (6 juin 1829 — 31 juillet 1912) est un administrateur colonial et un ornithologue britannique. Il est le fils de Joseph Hume. Il a été, en compagnie de Sir William Wedderburn, l'un des fondateurs du Congrès national indien. Il fut décrit par le Dr Sálim Ali comme « le père de l'ornithologie indienne », et décrit comme « le Pape de l'ornithologie indienne » par ceux qui le trouvaient trop dogmatique.

## Biographie
Hume est né à St Mary Cray, dans le comté du Kent, le fils de Joseph Hume, un membre radical du parlement britannique. Il est éduqué au Haileybury Training College, puis à l'University College Hospital, y étudiant la médecine et la chirurgie. En 1849, il voyage en Inde et rejoint l'année suivante l'administration des provinces du nord-ouest, à Etawah dans ce qui est aujourd'hui l'Uttar Pradesh. Il devient vite un district officer, introduisant l'éducation primaire gratuite et créant un journal local vernaculaire, Lokmitra (« L'ami du peuple »). Il épouse Mary Anne Grindall en 1853.
Pendant la Révolte des Cipayes de 1857 il se réfugie au fort d'Âgrâ six mois. Seul un officier indien reste fidèle, et Hume reprend sa position officielle en janvier 1858. Il crée une force de 650 troupes indiennes et participe aux batailles avec eux. Il blâme l'ineptitude britannique pour la rébellion et maintient une politique de « clémence et tolérance »,,.
Il se dévoue à la cause de l'éducation et fonde des bourses pour l'enseignement supérieur. Il écrit en 1859 que « un gouvernement libre et civilisé doit chercher sa stabilité et sa permanence en l'instruction du peuple et en leurs capacités morales et intellectuelles d'apprécier ses avantages. »,
En 1860 Hume est nommé membre de l'Ordre du Bain pour ses actions pendant la révolte des Cipayes.
En 1863 il propose d'envoyer les jeunes délinquants à des écoles spécialement pour eux à la place de les envoyer en prison. Ses efforts mènent à la création d'une maison de correction pour jeunes près d'Etawah. Il fonde des écoles gratuites à Etawah ; en 1857 il avait déjà créé 181 écoles, comprenant 5 186 étudiants, dont deux filles.
En 1867, il devient Commissaire des douanes de la province du nord-ouest, et en 1871 est attaché au gouvernement central comme directeur général d'agriculture. En 1879, il retourne au gouvernement provincial, cette fois à Allahabad. Comme Commissaire des douanes, il s'occupe de l'énorme barrière longue de 4 020 km s'étendant d'Attock, sur l'Indus, à la Présidence de Madras. Hume fait détruire la barrière ; Lord Mayo le récompense avec un haut poste, et plus tard, dès 1871, un poste aux Départements de revenus et d'agriculture. Quittant Simla, Hume retourne aux provinces du nord-ouest en octobre 1879 et se retire du service en 1882.
Il est contre le revenu généré par le commerce des boissons alcoolisées, l'appelant « le salaire du péché ». Avec ses idées progressives sur la réforme sociale, il était pour l'éducation des femmes et contre l'infanticide et le veuvage forcé.
Hume fait construire à Etawah un district commercial, « Humeganj » ou « Homeganj » aux rues à angles droits. Le lycée dont il avait financé la construction existe encore, mais aujourd'hui il est un « junior college ». Le bâtiment même est en forme de H, que certains disent dû à l'égo de Hume, mais la forme ne se voit qu'en vue aérienne.
Hume propose de faire planter des arbres « dans tous les villages des régions les plus sèches du pays » dans le but de les fournir en bois de chauffage, remplaçant le fumier pour que celui-ci puisse être utilisé dans les champs agricoles. Des plantations d'arbres, il dit, sont « une chose entièrement en accord avec les traditions de ce pays - quelque chose que le peuple comprendra, appréciera, et avec un peu de pression judicieusement appliquée, coopéréra. »
Il note la dette rurale, causée surtout par l'utilisation des terres comme sécurité, un usage que les Britanniques eux-mêmes avaient introduit. Hume le dénonce comme une autre des « bavures que notre désir borné mais entièrement bénévole de reproduire l'Angleterre en Inde nous a mené à faire. », Hume voulait aussi des banques opérées par le gouvernement, au moins comme mesure temporaire jusqu'à la création de banques coopératives.
Il est très franc et n'hésite pas à critiquer quand il pense que le gouvernement a tort. En 1861, il s'oppose à la concentration des fonctions policières et judiciaires dans les seules mains du commissaire de police. Il critique également l'administration de lord Lytton (avant 1879), qui, selon lui, se souciait peu du bien-être et des espoirs du peuple de l'Inde. Sa politique étrangère aurait mené, selon Hume, au gaspillage de « millions et de millions d'argent indien ».
En 1879, le gouvernement lui fait savoir qu'il n'apprécie pas ses critiques et son attitude franche : il est licencié du secrétariat. Le journal The Englishman, remarquant ce fait le 27 juin 1879, dit « Il n'y a pas de sécurité maintenant pour les officiers employés par le gouvernement. »
Hume démissionne de la fonction publique en 1882. L'année suivante, il écrit une lettre ouverte aux licenciés de l'Université de Calcutta, les appelant à former leur propre mouvement politique national. La société théosophique à laquelle il a adhéré propose d'organiser un débat politique sur ce thème lors de son congrès de 1884. Cependant, les autorités du Raj ont exigé que la société se limite à des activités spirituelles. Si le débat a bien lieu, sous haute surveillance, Hume a préféré démissionner de la société pour avoir la possibilité de continuer sa lutte politique. Ceci mène à la première session du Congrès national indien en 1885, tenu à Bombay. Hume tient le rôle de secrétaire général jusqu'en 1908. Avec Sir William Wedderburn, il rend possible la préparation par les Indiens d'une première organisation pour un gouvernement autochtone autonome.
Sa femme, Mary Anne, décède en 1890. Leur fille unique est la veuve de Ross Scott, commissaire de justice d'Oudh.
Hume quitte l'Inde en 1894 et s'installe à Upper Norwood (The Chalet, 4 Kingswood Road), à Londres. Il décède à l'âge de 83 ans le 31 juillet 1912. Ses cendres sont enterrés au cimetière de Brookwood.
En 1973 le service postal indien publie un timbre en son honneur.

## Théosophie
Hume n'aimait pas beaucoup le Christianisme et ses institutions, mais croyait en l'immortalité de l'âme et en l'idée d'un ultime suprême. Il voulait devenir « chela » (étudiant) des gourous spirituels tibétains. Pendant ses peu d'années au Theosophical Society il écrit trois articles sur « Fragments de la vérité occulte » sous le pseudonyme « H. X. » pour le magazine The Theosophist. C'était en guise de réponse à un certain M. Terry, un théosophiste australien. Il publie aussi plusieurs pamphlets théosophiques appelés « Hints on Esoteric Theosophy ». Les derniers numéros des « Fragments », en réponse à la même personne, furent écrits par A. P. Sinnett et signés par ce dernier, autorisé par Mahatma K. H., « chela laïque ».
Une longue histoire sur Hume et sa femme apparaît dans le livre de Sinnett, « Occult World », le synopsis de laquelle fut publiée dans un journal local indien. Une fois, au dîner, Helena Blavatsky demande à Mme Hume s'il y avait quelque chose qu'elle désirait. Elle lui répond une broche que sa mère lui avait donnée, qu'elle avait perdue il y a quelque temps. Blavatsky lui dit qu'elle essaierait de le retrouver par des moyens occultes. Plus tard ce soir-là, la broche est trouvée dans un jardin par Blavatsky, qui lui amène tout le groupe.
Blavatsky visitait régulièrement le château de Rothney, propriété des Hume, à Simla, et un récit de sa visite peut se lire dans « Simla, Past and Present » d'Edward John Buck (qui succède à Hume à la tête du département d'agriculture). Plus tard, Hume exprime ses doutes sur certains pouvoirs attribués à Blavatsky et est de ce fait éloigné des théosophistes.
Hume perd tout intérêt pour la théosophie une fois occupé avec la création du Congrès national indien.

## Ornithologie
Dès un jeune âge, Hume s'intéresse à la science et à l'histoire naturelle. Tout au long de sa carrière à Etawah, il collectionne des spécimens d'oiseaux, mais cette collection sera détruite pendant la révolte des Cipayes en 1857. Il commence alors à nouveau avec un plan d'enquêter sur et documenter les oiseaux du sous-continent indien. Ce faisant, il construit la plus grande collection d'oiseaux asiatiques du monde, installée dans un musée et bibliothèque chez lui au château de Rothney, sur la colline Jakko de Simla. Le château appartenait à l'origine à P. Mitchell, et après l'avoir acheté, Hume commence à le convertir en un véritable palais, qu'il pensait être acheté plus tard par le gouvernement comme résidence vicerégale, vu que le gouverneur général occupait alors le Peterhoff, trop petit pour ses fonctions. Hume dépense environ deux cent mille livres sterling sur l'édifice et ses environs. Il ajoute des salles de réception énormes, bonnes pour accueillir des fêtes et des dîners pour beaucoup de personnes, ainsi qu'un conservatoire et un vaste hall avec sa grande collection de cors indiens sur les murs. Il embauche un jardinier européen et fait des jardins tout autour et du conservatoire une exhibition horticulturelle permanente, à laquelle il acceptait gracieusement tous les visiteurs.
Le château de Rothney était à la fin d'une ascente difficile et ne fut jamais acheté par le gouvernement britannique. Hume lui-même n'utilisa pas les grandes pièces sauf celle qu'il convertit en musée pour sa collection ornithologique, et occasionnellement pour des bals.
Il fait beaucoup d'expéditions pour collectionner des oiseaux pendant ses congés santé ainsi que partout où son travail le menait. Il travaille à Etawah de 1856 à 1867 et y étudie longtemps les oiseaux de la région. Il devient plus tard Commissaire des douanes internes, le faisant responsable des 4 020 km de côte, de Peshawar au nord-ouest à Cuttack sur la baie de Bengal. Il voyage à cheval et sur chameaux dans certaines régions du Rajasthan et négocie des traités avec plusieurs maharajas locaux pour contrôler l'exportation de ressources naturelles, dont le sel. Pendant ces voyages, il fait bon nombre de notes et observations sur les espèces d'oiseaux locaux.
Son expédition à la région de l'Indus est l'une des plus grandes. Commencée vers la fin novembre 1871, elle se termine à la fin février 1872. En mars 1873, il visite les îles Andaman et Nicobar dans la baie de Bengal. En 1875, il visite les îles Laccadive, et en 1881 sa dernière expédition ornithologique à Manipur, faite pendant un congé spécial à la suite de son limogeage.
Il utilise cette vaste collection d'oiseaux pour produire une énorme publication sur tous les oiseaux de l'Inde. Malheureusement, cette œuvre est perdue en 1885 quand tous les manuscrits de Hume sont vendus par un domestique comme déchets de papier. Son intérêt pour l'ornithologie diminue à la suite de cet incident ainsi qu'à un glissement provoqué par de fortes pluies à Simla, qui endommagea son musée et ses spécimens. Il écrit au British Museum, souhaitant donner sa collection sous certaines conditions, une desquelles est qu'elle devait être examinée par Richard Bowdler Sharpe et personnellement emballée par lui-même. Il voulait aussi une augmentation du salaire de Sharpe et sa promotion, du fait du travail exceptionnel causé par sa collection. Le British Museum ne put pas accepter ses conditions. Ce n'est qu'après la destruction de presque 20 000 spécimens que le musée permit à Sharpe d'aller en Inde surveiller le transfert des spécimens qui restaient au British Museum.
La collection de Hume consiste en 82 000 spécimens, desquels 75 577 furent mis en place au musée. La liste originale est comme suit :
- 2830 Birds of Prey (Accipitriformes)… 8 types
- 1155 Owls (Strigiformes)…9 types
- 2819 Crows, Jays, Orioles etc.5 types
- 4493 Cuckoo-shrikes and Flycatchers… 21 types
- 4670 Thrushes and Warblers…28 types
- 3100 Bulbuls and wrens, Dippers, etc.16 types
- 7304 Timaliine birds…30 types
- 2119 Tits and Shrikes…9 types
- 1789 Sun-birds (Nectarinidae) and White-eyes (Zosteropidae)…8 types
- 3724 Swallows (Hirundiniidae), Wagtails and Pipits (Motacillidae)…8 types
- 2375 Finches (Fringillidae)…8 types
- 3766 Starlings (Sturnidae), Weaver-birds (Ploceidae), and larks (Alaudidae)…22 types
- 807 Ant-thrushes (Pittidae), Broadbills (Eurylaimidae)…4 types
- 1110 Hoopoes (Upupae), Swifts (Cypseli), Nightjars (Caprimulgidae) and Frogmouths (Podargidae)…8 types
- 2277 Picidae, Hornbills (Bucerotes), Bee-eaters (Meropes), Kingfishers (Halcyones), Rollers(Coracidae), Trogons (Trogones)…11 types
- 2339 Woodpeckers (Pici)…3 types
- 2417 Honey-guides (Indicatores), Barbets (Capiformes), and Cuckoos (Coccyges)…8 types
- 813 Parrots (Psittaciformes)…3 types
- 1615 Pigeons (Columbiformes)…5 types
- 2120 Sand-grouse (Pterocletes), Game-birds and Megapodes(Galliformes)…8 types
- 882 Rails (Ralliformes), Cranes (Gruiformes), Bustards (Otides)…6 types
- 1089 Ibises (Ibididae), Herons (Ardeidae), Pelicans and Cormorants (Steganopodes), Grebes (Podicipediformes)…7 types
- 761 Geese and Ducks (Anseriformes)…2 types
- 15965 œufs

### Espèces décrites
Certaines des espèces décrites ou découvertes en premier par Hume se trouvent dans la liste ci-dessous. Les chiffres font référence aux espèces données dans la synopsis de S. D. Ripley. On y retient les vieux noms, dont certains qui ne sont plus valides.
- 12 Persian Shearwater (Procellaria lherminieri persica) (Puffinus persicus)
- 17 Short-tailed Tropic-bird (Phaethon aethereus indicus)
- 33 Great Whitebellied Heron (Ardea insignis)
- 96 Grey, Andaman or Oceanic Teal (Anas gibberifrons albogularis)
- 140 Burmese Shikra (Accipiter badius poliopsis)
- 148 Indian Sparrow-hawk (Accipiter nisus melaschistos)
- 180,183 Indian Griffon Vulture (Gyps fulvus fulvescens)
- 181 Himalayan Griffon Vulture (Gyps himalayensis)
- 200 Andaman Pale Serpent Eagle (Spilornis cheela davisoni)
- 201 Nicobar Crested Serpent Eagle (Spilornis cheela minimus) (=Spilornis minimus)
- 235 Northern Chukor (Alectoris chukar pallescens)
- 239 Assam Black Partridge (Francolinus francolinus melanonotus)
- 263 Northern Painted Bush Quail (Perdicula erythrorhyncha blewitti)
- 265 Manipur Bush Quail (Perdicula manipurensis manipurensis)
- 273 Redbreasted Hill Partridge (Arborophila mandellii)
- 308 Mrs. Hume's Barredback Pheasant (Syrmaticus humiae humiae)
- 330 Andaman Bluebreasted Banded Rail (Rallus striatus obscurior)(= Gallirallus striatus)
- 466 Roseate Tern (Sterna dougalli korustes)
- 476 Blackshafted Ternlet (Sterna saundersi) (=Sterna albifrons)
- 516 Blue Rock Pigeon (Columba livia neglecta)
- 525 Andaman Wood Pigeon (Columba palumboides)
- 555 Andaman Redcheeked Parakeet (Psittacula longicauda tytleri)
- 563 Eastern Slatyheaded Parakeet (Psittacula finschii)
- 601 Bangladesh Crow-pheasant (Centropus sinensis intermedius)
- 607 Andaman Barn Owl (Tyto alba deroepstorffi)
- 610 Ceylon Bay Owl (Phodilus badius assimilis)
- 611 Western Spotted Scops Owl (Otus spilocephalus huttoni)
- 613 Andaman Scops Owl (Otus balli)
- 614 Pallid Scops Owl (Otus brucei)
- 618b Nicobar Scops Owl (Otus scops nicobaricus) (=Otus alius)
- 619 Punjab Collared Scops Owl (Otus bakkamoena plumipes)
- 626a Himalayan Horned or Eagle Owl (Bubo bubo hemachalana)
- 643 Burmese Brown Hawk-owl (Ninox scutulata burmanica)
- 645 Hume's Brown Hawk-owl (Ninox scutulata obscura)
- 653 Forest Spotted Owlet (Athene blewitti) (=Heteroglaux blewitti)
- 654 Hume's Owl (Strix butleri)
- 669 Bourdillon's or Kerala Great Eared Nightjar (Eurostopodis macrotis bourdilloni)
- 673 Hume's European Nightjar (Caprimulgus europaeus unwini)
- 679 Andaman Longtailed Nightjar (Caprimulgus macrurus andamanicus)
- 684 Hume's Swiftlet (Collocalia brevirostris innominata)
- 684a Black-nest Swiftlet (Collocalia maxima maxima)
- 686 Andaman Greyrumped or White-nest Swiftlet (Collocalia fuciphaga inexpectata)
- 691 Brown-throated Spinetail Swift (Chaetura gigantea indica)
- 732 Nicobar Storkbilled Kingfisher (Pelargopsis capensis intermedia)
- 738 Andaman Whitebreasted Kingfisher (Halcyon smyrnensis saturatior)
- 773 Narcondam Hornbill (Rhyticeros undulatus narcondami)
- 793 Pakistan Orangerumped Honeyguide (Indicator xanthonotus radcliffi)
- 841 Manipur Crimsonbreasted Pied Woodpecker (Picoides cathpharius pyrrhothorax)
- 887 Karakoram or Hume's Short-toed Lark (Calandrella acutirostris acutirostris)
- 889 Indus Sand Lark (Calandrella raytal adamsi)
- 898 Baluchistan Crested Lark (Galerida cristata magna)
- 915 Pale Crag Martin (Hirundo obsoleta pallida)
- 974 Large Andaman Drongo (Dicrurus andamanensis dicruriformis)
- 986 Andaman Glossy Stare (Aplonis panayensis tytleri)
- 998 Hume's or Afghan Starling (Sturnus vulgaris nobilior)
- 1000 Sind Starling (Sturnus vulgaris minor)
- 1041 Hume's Ground Chough (Podoces humilis)
- 1113 Andaman Blackheaded Bulbul (Pycnonotus atriceps fuscoflavescens)
- 1165 Mishmi Brown Babbler (Pellorneum albiventre ignotum)
- 1172 Mount Abu Scimitar Babbler (Pomatorhinus schisticeps obscurus)
- 1190 Manipur Longbilled Scimitar Babbler (Pomatorhinus ochraceiceps austeni)
- 1225 Kerala Blackheaded Babbler (Rhopocichla atriceps bourdilloni)
- 1234 Hume's Babbler (Chrysomma altirostre griseogularis)
- 1289 Western Variegated Laughing Thrush (Garrulax variegatus similis)
- 1301 Khasi Hills Greysided Laughing Thrush (Garrulax caerulatus subcaerulatus)
- 1330 Manipur Redheaded Laughing Thrush (Garrulax erythrocephalus erythrolaema)
- 1363 Sikkim Whitebrowed Yuhina (Yuhina castaniceps rufigenis)
- 1389 Bombay Quaker Babbler (Alcippe poioicephala brucei)
- 1424 Eastern Slaty Blue Flycatcher (Muscicapa leucomelanura minuta)
- 1434 Whitetailed Blue Flycatcher (Muscicapa concreta cyanea)
- 1453 Eastern Whitebrowed Fantail Flycatcher (Rhipidura aureola burmanica)
- 1484 Hume's Bush Warbler (Cettia acanthizoides brunnescens)
- 1510 Northwestern Plain Wren-Warbler (Prinia subflava terricolor)
- 1520 Northwestern Jungle Wren-Warbler (Prinia sylvatica insignia)
- 1526 Sind Brown Hill Warbler (Prinia criniger striatula)
- 1540 Blacknecked Tailor Bird (Orthotomus atrogularis nitidus)
- 1569 Small Whitethroat (Sylvia curruca minula)
- 1570 Hume's Lesser Whitethroat (Sylvia curruca althaea)
- 1577 Plain Leaf Warbler (Phylloscopus neglectus)
- 1664 Andaman Magpie-Robin (Copsychus saularis andamanensis)
- 1707 Redtailed Chat (Oenanthe xanthoprymna kingi)
- 1714 Hume's Chat (Oenanthe alboniger)
- 1730 Burmese Whistling Thrush (Myiophonus caeruleus eugenei)
- 1820 Manipur Redheaded Tit (Aegithalos concinnus manipurensis)
- 1850 Manipur Tree Creeper (Certhia manipurensis)
- 1903 Andaman Flowerpecker (Dicaeum concolor virescens)
- 1913 Andaman Olivebacked Sunbird (Nectarinia jugularis andamanica)
- 1918 Assam Purple Sunbird (Nectarinia asiatica intermedia)
- 1129a Nicobar Yellowbacked Sunbird (Aethopyga siparaja nicobarica)
- 1955 Blanford's Snow Finch (Montifringilla blanfordi blanfordi)
- 1960 Finn's Baya (Ploceus megarhynchus megarhynchus)
- 1970 Nicobar Whitebacked Munia (Lonchura striata semistriata)
- 1971-2 Jerdon's Rufousbellied Munia (Lonchura kelaarti jerdoni)
- 1993 Tibetan Siskin (Carduelis thibetana)
- 1995 Stoliczka's Twite (Acanthis flavirostris montanella)

Une autre espèce, Acrocephalus orinus, fut longtemps connue par un seul spécimen de Hume, qu'il trouva en 1869. Le statut de l'espèce fut longtemps contesté ; des comparaisons de son ADN avec celui de plusieurs autres espèces similaires furent effectuées en 2002 et indiquaient une espèce distincte valide. Ce n'est qu'en 2006 qu'on revit l'espèce, en Thaïlande.
Hume fit plusieurs expéditions uniquement ornithologiques. En mars 1873, il en fit une, visitant les îles Andaman, Nicobar et d'autres dans la baie de Bengal, accompagne des géologues Stoliczka et Dougall du Geographical Survey of India ainsi que James Wood-Mason du Musée indien à Calcutta.
Hume embauche William Ruxton Davison comme conservateur de sa collection et le fit aussi faire plusieurs voyages pour collectionner des oiseaux de plusieurs régions de l'Inde quand Hume lui-même était occupé.

### Stray Feathers
Hume fonde le journal trimestriel Stray Feathers - A journal of ornithology for India and dependencies en 1872. Il l'utilise pour publier des descriptions de ses nouvelles découvertes. Il y écrit beaucoup sur ses propres observations, mais parle aussi d'autres œuvres ornithologiques de l'époque. Cela lui valut le surnom de « pape de l'ornithologie indienne ».

### Ses correspondants
Hume se construit petit à petit un réseau d'ornithologues d'un peu partout en Inde, le permettant de couvrir une région géographique beaucoup plus grande que s'il avait travaillé seul ou presque. Beaucoup d'entre eux étaient des naturalistes et des sportifs célèbres à l'époque.
- Andrew Leith Adams (1827-1882), médecin militaire, auteur de travaux en zoologie et en géologie : Cachemire ;
- Lieutenant Henry Edwin Barnes (1848-1896), ornithologue : Afghanistan, Chaman, Rajpootana ;
- Capitaine Robert Cecil Beavan, ornithologue : district de Maunbhoom, Shimla, Mont Tongloo (1862) ;
- Colonel John Biddulph (1848-1921), membre de l'administration coloniale : Gilgit ;
- Major Charles Thomas Bingham (1848-1908), zoologiste : vallée Thoungyeen, Burmanie, Tenasserim, Moulmein, Allahabad ;
- William Thomas Blanford (1832-1905), géologue et naturarliste ;
- Edward Blyth (1810-1873), zoologiste ;
- W. Edwin Brooks
- Sir Edward Charles Buck, Gowra, Hatu, près de Narkanda (dans l'Himachal Pradesh), Narkanda, (environ 30 miles au nord de Shimla)
- Capitaine Boughey Burgess, Ahmednagar (?-1855)[20]
- Capitaine and then Colonel E. A. Butler, Belgaum (1880), Karachi, Deesa, Abu
- James Davidson, Satara and Sholapur districts, Khandeish, Kondabhari Ghat
- Colonel Godwin-Austen, Shillong, Umian valley, Assam
- Brian Houghton Hodgson (1800-1894), administrateur colonial et naturaliste : Népal ;
- Duncan Charles Home, 'Hero of the Kashmir Gate' (Bulandshahr, Aligarh)
- Thomas Claverhill Jerdon (1811-1872), médecin et naturaliste : Tellicherry ;
- Colonel C. H. T. Marshall, Bhawulpoor, Murree
- Colonel G. F. L. Marshall, Nainital, Bhim tal
- James A. Murray, Karachi Museum
- Eugene Oates, Thayetmo, Tounghoo, Pegu
- Capitaine Robert George Wardlaw Ramsay, Afghanistan, Karenee hills
- G. P. Sanderson (Chittagong)
- Dr Ferdinand Stoliczka
- Robert Swinhoe, Hongkong
- Charles Swinhoe, S. Afghanistan
- Colonel Samuel Tickell
- Colonel Tytler, Dacca, 1852
- Valentine Ball, Rajmahal hills, Subanrika (Subansiri)
- Richard Lydekker

Il écrivait également à des spécialistes en ornithologie n'habitant pas l'Inde, dont Richard Bowdler Sharpe, Arthur Hay, Armand David, Henry Eeles Dresser, Benedykt Dybowski, John Henry Gurney (et son fils), Johann Friedrich Naumann, Alexander von Middendorff et Nikolai Alekseevich Severtzov.

### My Scrap book: or rough notes on Indian Oology and ornithology(1869)
La première grande œuvre de Hume, My Scrap book: or rough notes on Indian Oology and ornithology, compte 422 pages décrivant 81 espèces. Elle est dédiée à Edward Blyth et Thomas C. Jerdon.

### Game Birds of India, Burmah and Ceylon(1879-1881)
C'est une œuvre en trois volumes écrite avec Charles Henry Tilson Marshall. Ils y utilisent des contributions et notes de plus de 200 correspondants. Hume donne la tâche de faire faire les images de chaque espèce à Marshall ; elles seront faites par W. Foster, E. Neale, M. Herbert, Stanley Wilson, et d'autres, et les plaques par F. Waller à Londres. Hume avait envoyé des notes spécifiques sur les couleurs à utiliser et des instructions aux artistes. Il n'est pas satisfait avec beaucoup des plaques et ajoute des notes à leur sujet dans les livres.

### Nests and Eggs of Indian Birds(1883)
Nests and Eggs of Indian Birds est une autre grande œuvre de Hume, où il décrit les nids, œufs et les époques de reproduction de la plupart des espèces d'oiseaux d'Inde. Il utilise des notes de contributeurs à ses journaux ainsi que d'autres correspondants et fait également référence à d'autres œuvres de l'époque.
La seconde édition est publiée en 1889 par Eugene Oates, après que Hume ait perdu intérêt en l'ornithologie à la suite de l'accident de son domestique. Sa dernière œuvre concernant l'ornithologie date de 1891 et concerne partie de « Introduction to the Scientific Results of the Second Yarkand Mission », publication officielle sur les contributions de Ferdinand Stoliczka, qui décède lors de son retour de cette expédition. Mourant, il demande que Hume édite le volume.

## Le Congrès national indien
Après sa retraite, vers la fin de l'administration de Lord Lytton, Hume se rend compte que le peuple indien était sans espoir et voulait agir. Il y avait des émeutes agraires dans le Deccan et à Bombay. Hume décide qu'une Union indienne serait une bonne manière de canaliser, concentrer toute cette énergie déversée jusqu'alors en émeutes et manifestations. Le 1er mars 1883, il écrit aux licenciés de l'Université de Calcutta. L'idée de cette Union indienne se répand ; Hume reçoit l'appui de Lord Dufferin, quoique ce dernier voulait rester plutôt discret. On suggère que l'idée est d'abord née dans une réunion privée de dix-sept hommes lors du Congrès théosophique de Madras en décembre 1884. Hume prit l'initiative, et c'est en mars 1885 qu'on voit la première notice annonçant la réunion de la première Union nationale indienne, à Poona le décembre suivant.

## South London Botanical Institute
Peu après le retour de Hume à Londres, il s'intéresse à la botanique. Il fonde le South London Botanical Institute et le dote d'argent. L'institut existe encore aujourd'hui et continue à promouvoir l'étude des plantes. Il était censé être une alternative locale à Kew Gardens. Il abrite un herbarium contenant approximativement 100 000 spécimens, la plupart de plantes à fleurs des îles Britanniques et d'Europe, dont beaucoup collectionnés par Hume.